# 月照寺 (松江市)

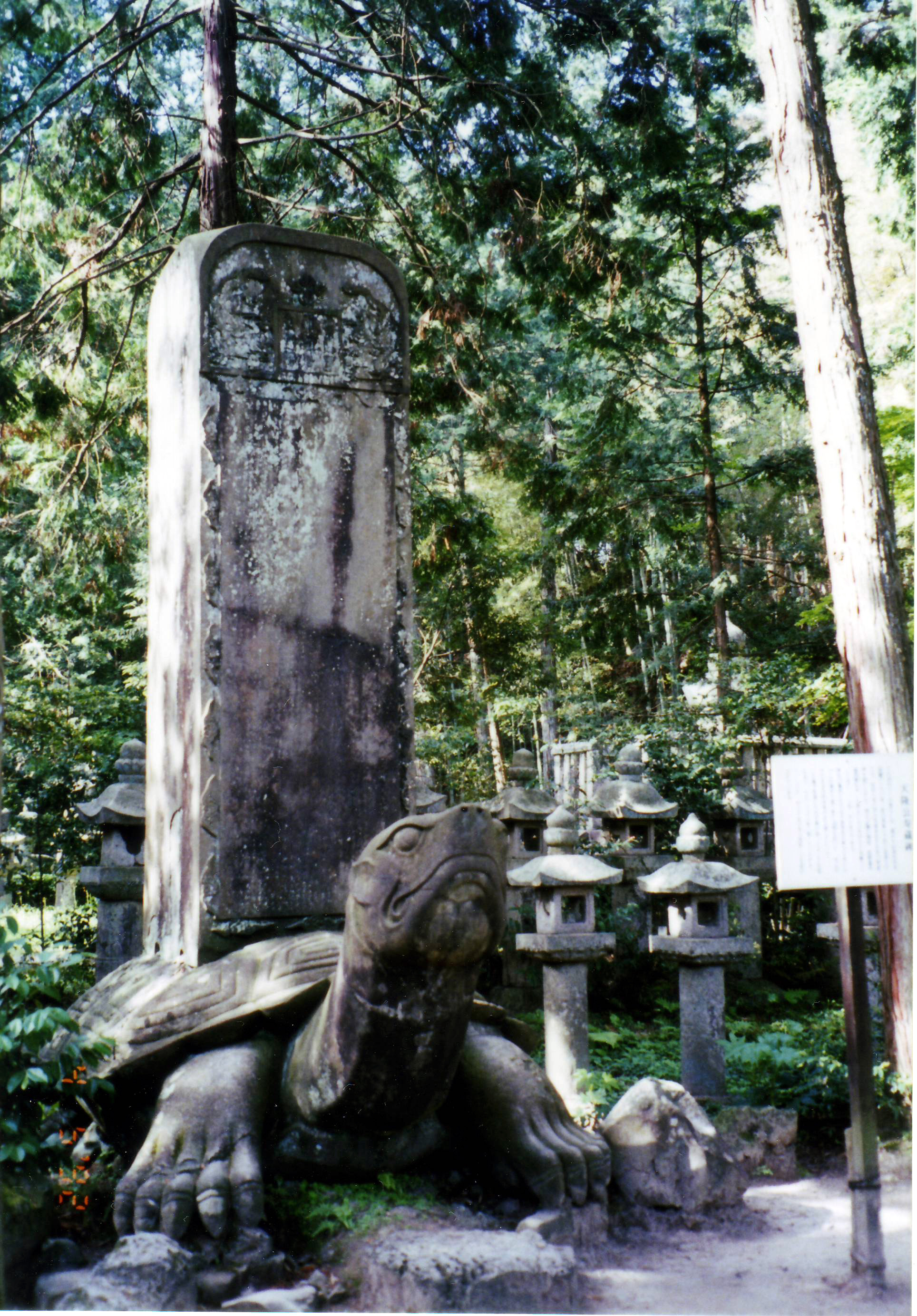
大亀伝説の残る寿蔵碑

月照寺（げっしょうじ）は、島根県松江市外中原町にある浄土宗の寺院。境内にある松江藩主・松平家の墓所は国の史跡に指定されている。出雲国神仏霊場第5番札所。松江市立第一中学校と隣接する。

## 沿革
この地には洞雲寺（とううんじ）という禅寺があった。永く荒廃していたが、松江藩初代藩主・松平直政は生母の月照院の霊牌安置所として、1664年（寛文4年）に、この寺を再興した。浄土宗の長誉を開基とし、「蒙光山（むこうさん）月照寺」と改めた。
直政は1666年（寛文6年）に江戸で死去したが、臨終の際に「我百年の後命終わらば此所に墳墓を築き、そこの所をば葬送の地となさん」と遺した。2代藩主・綱隆は父・直政の遺命を継ぎ境内に直政の廟所を営んだ。この際に山号を現在の「歓喜山」と改めた。以後、9代藩主までの墓所となった。
茶人藩主として著名な7代藩主・治郷（不昧）の廟門は松江の名工・小林如泥の作によるとされ、見事な彫刻が見られる。境内には治郷お抱えの力士であった雷電爲右衞門の碑がある。また、治郷が建てた茶室・大円庵がある。
1891年（明治24年）、松江に訪れた小泉八雲はこの寺をこよなく愛し、墓所をここに定めたいと思っていたそうである。
境内にある初代より9代藩主までの廟は保存状態が極めて良好である。このため「松江藩主松平家墓所」として1996年（平成8年）3月29日に国の史跡に指定された。高真院（直政）と大円庵（治郷（不昧））の廟門は島根県の有形文化財に指定されている。境内には宝物殿があり歴代藩主の遺品が展示されている。また、アジサイが数多く植えられており「アジサイ寺」として開花時期には多くの観光客が訪れる。

## 大亀伝説
代藩主・宗衍の廟所にある寿蔵碑の土台となっている大亀は、夜な夜な松江の街を徘徊したといわれる。下の蓮池にある水を飲み、「母岩恋し、久多見恋し…」と、町中を暴れ回って人を食い殺したという。この伝説は八雲の随筆『知られざる日本の面影』で紹介されている。この「母岩、久多見」とはこの大亀の材料となった石材の元岩とその産地のことである。不昧は30キロ西方の出雲市久多見町の山中より堅牢で緑色の美しい久多見石を材料として選ぶが、この岩はかつてクタン大神（出雲大社に功有りとし本殿おにわ内にクタミ社として単独社を設けられ祀られる神）が逗留したとされる神石で、切り出しや運搬には難儀を極めたようでもある。こうした神威を恐れた不昧公はお抱えの絵師に延命地蔵像を描かせ、残った岩に点刻し崇めている。この延命地蔵は不昧にあやかり「親孝行岩」として現在も信仰されている。
現在ではこの大亀の頭を撫でると長生きできると言われている。

## 文化財
史跡
- 松江藩主松平家墓所

島根県指定有形文化財
- 高真院（松平直政）廟門
- 大円庵（松平治郷）廟門
- 絹本著色騎獅子文殊像 附:養法院寄進状（1通） - 12世紀末

## 所在地
〒690-0875 島根県松江市外中原町179

## 交通アクセス
- 一畑電車北松江線松江しんじ湖温泉駅から徒歩20分
- ぐるっと松江レイクライン月照寺前停留所下車、徒歩すぐ